# Luis Vidal Corella
Luis Vidal Corella (Valencia, 18 de febrero de 1900 – 18 de noviembre de 1959) fue un fotógrafo perteneciente a una saga familiar de fotógrafos valencianos iniciada, en este campo, por su padre, Martín Vidal Romero, quien fundó en la ciudad de Valencia, en la plaza San Esteban, número 4, y más tarde pasaría a la calle Garrigues, número 13, el estudio fotográfico familiar.

## Trayectoria profesional
El padre de Luis, Martín Vidal Romero, ya era fotógrafo de profesión. En el estudio familiar se realizaban trabajos de todo tipo: reportajes sociales y deportivos, retratos personales y familiares, fotografía comercial, corresponsalías (principalmente para el Diario de Valencia), etc. Luis fue el más destacado en el campo de la fotografía de los tres hijos de Martín (Martín, 1895-1976; Vicente, 1905-1992, y el propio Luis), los cuales fueron reconocidos como periodistas, fotógrafos e incluso como artistas (Martín fue también pintor, discípulo de Mariano Benlliure, y Vicente destacó también en el campo de la música).
Queda constancia de alguna de sus primeras fotografías, las cuales aparecen en la revista Crónica, el 7 de febrero de 1937. También publicó material suyo en artículos de otras revistas del grupo Prensa Española, como Mundo Gráfico.
Luis Vidal trabajó para el Diario de Valencia, que más tarde se convertiría en El Mercantil Valenciano, y tras la guerra civil española pasaría a ser el Levante-EMV. Aunque también trabajó para ABC o La Vanguardia.
En tiempos de la Guerra Civil ejerció de fotoperiodista de guerra en los frentes próximos a Valencia. Entre sus trabajos destacan sus series sobre Teruel y el cerco del santuario de Santa María de la Cabeza. En plena Guerra Civil, en el año 1938, fue nombrado vicesecretario de la Sección Artes Plásticas del Ateneo Popular Valenciano, el actual Ateneo Mercantil.
Tras la guerra fue detenido y apartado de su profesión. Finalmente obtuvo trabajo como reportero gráfico en el diario Levante, donde continuó hasta su fallecimiento, en 1959. Es considerado uno de los mejores retratistas de la Guerra Civil y de la posguerra, aunque su trabajo es muy anterior; de hecho, muchas de sus fotografías se han convertido en iconos de la Valencia del siglo XX.

## Exposiciones de su trabajo y obra impresa del mismo
A lo largo de su vida, las cuantiosas fotografías realizadas por Luis Vidal Corella fueron constituyendo un legado en el que quedaba constancia gráfica de la historia, tanto de España como país como de la ciudad de Valencia, de la que plasmó la forma de vida de la zona a lo largo de todo el medio siglo largo de su existencia. Mucho de este material gráfico ha sido comprado por la Asociación Cultural Instituto Obrero de Valencia –ACIO– y depositado en la Biblioteca Nacional de España (en la sala Goya).
De este trabajo se han realizado muchas exposiciones, la gran mayoría temáticas y en compañía de otras grandes figuras, españolas y extranjeras, de la fotografía. Entre ellas destacamos:
- «La plaza de toros de Valencia: el espacio y sus personajes». Producida por el Museo Taurino de la Diputación de Valencia; 2001-2002.[10][11]

- «El Instituto Obrero de Valencia, 1936-1939», del 3 al 24 de octubre. Centro Social la Canyada, Ateneo Republicano de Paterna, Valencia, 2008.[12]

- «Fotografías de Luis Vidal y Walter Reuter», en la Sociedad Coral el Micalet, en el año 2006.[13]

- «Valencia vista por Luis Vidal», edificio Veles e Vents de la Marina Real Juan Carlos I. 2013.[3]

- «Ciudad devastada. 80 aniversario de la Batalla de Teruel», en el Museo de Teruel; del 20 de marzo al 1 de mayo de 2018.[14][15][16]
- «El Cabanyal, 1900-1991. Fotografías de la familia Vidal». Museo Valenciano de Etnología; de febrero a mayo de 2018.[17][18][4]

- «Historia y memoria. Familia Vidal», exposición en el Mercado Central de Valencia, sobre el propio mercado. Mayo de 2018.[19]

También se ha utilizado gran parte de su trabajo para documentar gráficamente libros temáticos, tanto de hechos históricos (como la Guerra Civil, la riada de Valencia del 57...) como los que muestran la vida cotidiana de la ciudad de Valencia en la primera mitad del siglo XX. Entre ellos destacamos:
- «Cien años de historia gráfica de Valencia». Vicente Vidal Corella. Editorial: Caja de Ahorros de Valencia, Valencia. 1980. ISBN 13: 9788450034165
- «Historia gráfica del fútbol valenciano». Vicente Vidal Corella y Jaime Hernández Perpiñá. Editor: Caja de Ahorros de Valencia (1982). ISBN-13: 978-8450054897
- «Historia gráfica de las Fallas». Vicente Vidal Corella. Caja de Ahorros de Valencia, Valencia, 1983. Fotografías: Desfilis, Finezas, José Penalba y Luis Vidal. ISBN 13: 9788475800103

- «La Batalla de Teruel: guerra total en España». David Alegre Lorenz. La Esfera de los Libros, SL. (20 de marzo de 2018). ISBN-13: 978-8491642558
- «Crónicas de fuego y nieve». Vicente Aupí. Ilustrador: fotos de Robert Capa, Harry Randall, Walter Reuter, Kati Horna, Luis Vidal Corella, Henry Buckley. Editorial: Dobleuve Comunicación. L'Eixam. ISBN-13: 978-8494412554.[20]

- «El general invierno en la Batalla de Teruel: el impacto de los crudos temporales de frío y nieve de 1937-38 en el episodio central de la Guerra Civil española». Vicente Aupí Royo. Editor: Dobleuve Comunicación; Primera edición: 13 de mayo de 2015. ISBN-13: 978-8494412509.[21]